# كارولين ميلر (كاتب)
كارولين ميلر (بالإنجليزية: Caroline Pafford Miller)‏ (و. 1903 – 1992 م) هي كاتِبة، وروائية أمريكية، ولدت في وايكروس، توفيت في وينزفيل، كارولاينا الشمالية، عن عمر يناهز 89 عاماً.

## جوائز
حصلت على جوائز منها:
- Pulitzer Prize for the Novel  [لغات أخرى]‏
- Georgia Women of Achievement [الإنجليزية]‏